# Vista Alegre (Panama)
Pour les articles homonymes, voir Vista Alegre.
Vista Alegre est un corregimiento situé dans le district d'Arraiján, province de Panama Ouest, au Panama. Il s'agit d'un canton à forte croissance démographique et commerciale. Dans le même sens qu'Arraiján, et avec beaucoup plus d'intensité, le district de Vista Alegre a connu un processus d'expansion rapide au cours des dernières années, en l'an 2000 il avait le taux de croissance le plus élevé du secteur ouest (11,4%) et le deuxième (après Pacora) dans la zone métropolitaine de la ville de Panama. Cela est principalement dû à la disponibilité de terrains propices au développement de logements en série le long de la route de Vacamonte et des deux côtés de la route interaméricaine et de la route Arraiján-Chorrera. Sa population est de 55 369 habitants (2010),.

## Histoire
La terre aujourd'hui connue sous le nom de Vista Alegre, selon les premiers colons de la région, était connue sous le nom de « La Constancia ». C'est Francisco Arias Paredes, propriétaire de nombreuses terres dans la région, qui a donné le nom à la commune, car elle était colorée, pittoresque, avec des arbres en abondance, des rivières aux eaux cristallines et une plaine.
Le canton a été fondé le 20 février 1929.
Géographie La forme du canton est un poing fermé. Le sol est de type argileux et dans la zone sud, adjacente à la côte, on trouve des mangroves.

## Géographie
La principale rivière de la commune est le río Aguacate. Les cours d'eau les plus importants sont Las Lajas, Limones et Prudentes.
Parmi les principales villes figurent Ciudad Vacamonte, Hacienda Bique, Vista Alegre et Residencial Vista Alegre.

## Économie
Dans cette commune se trouve le port de Vacamonte, qui est sa principale force économique. En outre, plus de 10 projets résidentiels ont déjà été construits. Elle possède actuellement l'un des plus grands centres commerciaux du pays, le Westland Mall, qui comporte un rez-de-chaussée et un étage. Ces dernières années, le canton de Vista Alegre a connu l'une des plus fortes croissances industrielles, résidentielles, de pêche, démographiques, économiques et commerciales. 